# Maksymów (Wieruszów)
Pour les articles homonymes, voir Maksymów.
Maksymów est une localité polonaise de la gmina de Sokolniki, située dans le powiat de Wieruszów en voïvodie de Łódź.